# 布鲁尼岛

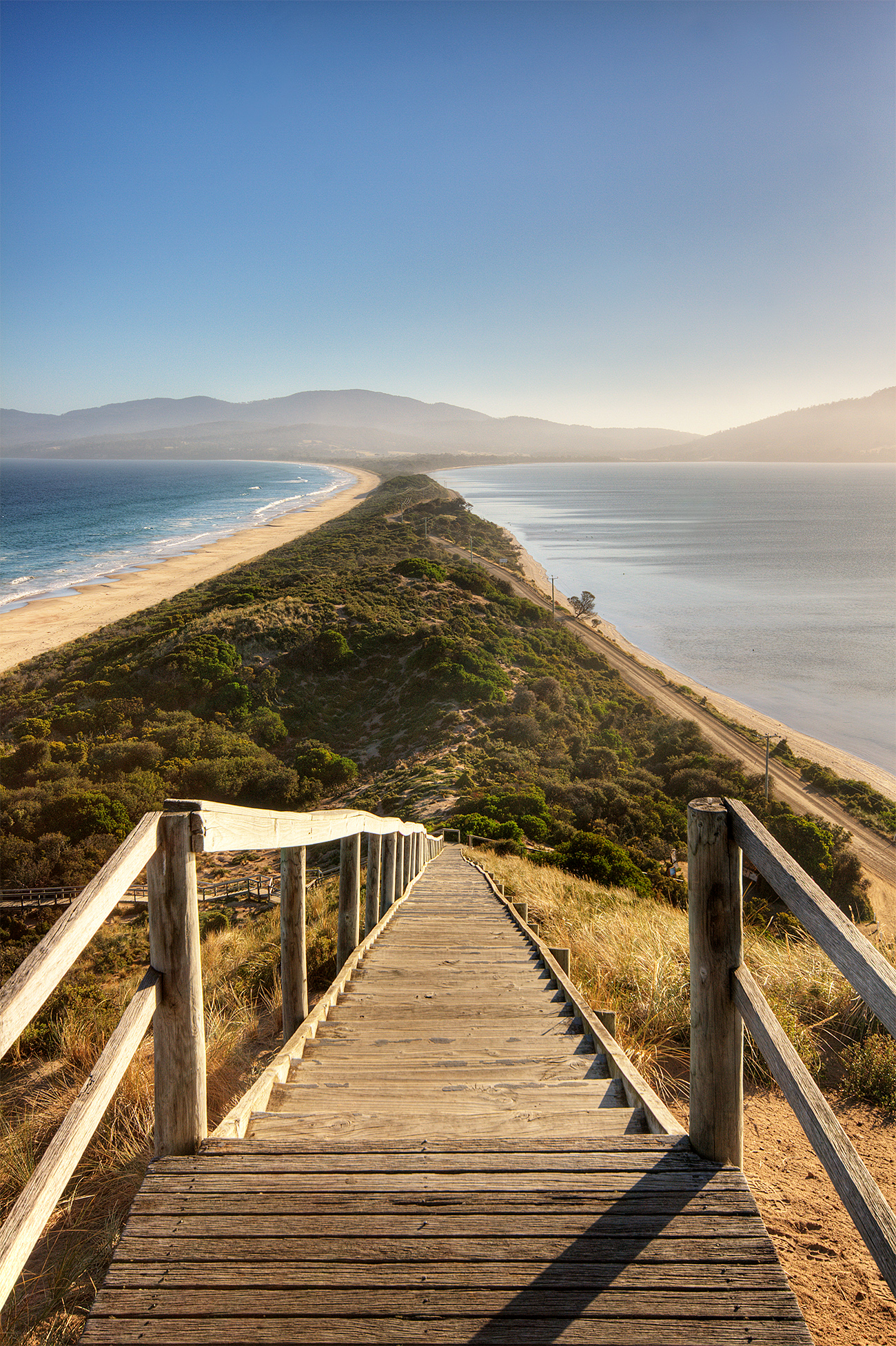
澳大利亚塔斯马尼亚布鲁尼岛风景

布鲁尼岛（Bruny Island）是澳大利亚的一座岛屿，面积为322平方公里，位于塔斯马尼亚州东南沿海，和塔斯马尼亚本岛之间由當特勒卡斯托海峽分隔开。风暴湾位于该岛东北部。岛和海峡的名字都来自于法国探险家安托萬·布魯尼·當特勒卡斯托（Antoine Bruni d'Entrecasteaux）。

## 地理
从地理上看，布鲁尼岛实际由两座岛屿组成，北布鲁尼和南布鲁尼，两者之间通过一个狭长的沙质地峡连接起来。
岛上居住点之外的区域为牧场和大片的桉树森林。内陆的森林被不断砍伐，然而其他大部分，尤其是东南海岸线，被设立被南布鲁尼国家公园而保护起来。向海的一侧有两片长的海滩，冒险湾和云湾。辉绿岩质悬崖的海拔超过了200米，是澳大利亚最高的海边悬崖之一。向海湾的一侧则是当地人和游客钓鱼和娱乐的好去处。

## 历史
在欧洲人到来之前，布鲁尼岛上居住的是塔斯马尼亚原住民，如今依然有很多原住民人口。阿贝尔·塔斯曼于1642年11月尝试登陆冒险湾（Adventure Bay ）附近。1773年，托比亚斯·菲尔诺（Tobias Furneaux）发现并命名了冒险湾。4年之后的1777年1月26日，詹姆斯·库克船长的两艘船，发现号和意志号在海湾停留了两天。1788年和1792年威廉·布莱（William Bligh）两次在冒险湾抛锚停泊。而岛名则来自布鲁尼·让·恩特卡斯特克斯，他在1792年探索了海峡。1918年之前岛名一直为Bruni，之后改为Bruny。从那时起，该岛成为一个度假胜地，有冲浪海海滩、国家公园和历史遗迹。